# Levantamiento de Tatarbunar
El Levantamiento de Tatarbunar (en rumano: Răscoala de la Tatarbunar) fue un levantamiento armado campesino de inspiración bolchevique que tuvo lugar entre el 15 al 18 de septiembre de 1924, en el pueblo de Tatarbunary, también llamado Tatar-Bunar, en Budzhak (Besarabia del Sur), que fue en ese momento parte de Rumania y actualmente es parte de la región de Odessa en Ucrania.El levantamiento fue liderado por un comité revolucionario prosoviético que pidió la unificación con la RSS de Ucrania y el fin de la "ocupación rumana de Besarabia".
El levantamiento fue instigado y dirigido por comunistas de todo el Dniéster que se opusieron al establecimiento de la Gran Rumanía y consideraron a los moldavos como un pueblo distinto. Ese mismo año se establecerrá la República Autónoma Socialista Soviética de Moldavia. 
Tanto este levantamiento como los de Jotín y Tighina, ocurrieron en las regiones en las que hubo cambios demográficos muy importantes como resultado de la política de la Rusia zarista de establecerse en Besarabia a un gran número de ucranianos, rusos y otras nacionalidades.
A día de hoy Charles King, profesor y experto estadounidense en temas moldavos, considera las rebeliones en la Besarabia administrada por los rumanos, como jacqueries modernos.

## Antecedentes

### Relaciones entre la URSS y Rumania
Al terminar la Primera Guerra Mundial, las relaciones entre los dos países se tensaron debido al deseo expansionista del Reino de Rumania. Así pues el estado soviético no reconoció la unión de Besarabia con Rumanía. En diciembre de 1923, se celebró la VI Conferencia de la Federación Comunista de los Balcanes, en la que se aprobó una resolución condenando el llamado carácter expansionista de Rumania, se reprochó al estado rumano que en 1918, aprovechando la debilidad de Rusia, anexionará "grandes partes de otros pueblos". También fue cuestionado la legitimidad del Sfatul Țării.
En marzo de 1924, las negociaciones diplomáticas rumano-soviéticas para aliviar de las relaciones diplomáticas comenzaron en Viena. El estado rumano no reconoció a la URSS. Desde el principio, la delegación soviética discutió el problema de Besarabia , territorio que había sido anexado por el Imperio zarista en 1812, transformado en una prefectura, y que se había unido en 1918 con Rumania. El diplomático soviético Maxim Litvinov presentó al gobierno rumano liderado por Ion Brătianu un plan para un plebiscito en Besarabia. El 2 de abril de 1924, la delegación rumana rechazó la propuesta soviética de organizar un plebiscito en Besarabia e interrumpió las negociaciones con la Unión Soviética.
En respuesta a la interrupción de las negociaciones, el 6 de abril de 1924 en Moscú, el diputado de Litvinov declaró al periódico Pravda:<<Hasta que se celebre un referéndum, consideraremos a Besarabia como una parte integral de Ucrania y la Unión Soviética>>. El 28 de julio de 1924, el Partido Comunista de Rumania fue ilegalizado por «infringir el estado de sitio y poner en peligro la seguridad del Estado» según las autoridades.

### Preludio

Andrei Kliushnikov, a la izqda, Nicolai Shishman, en el centro, y Covali a la derecha

En el sur de Besarabia se creó un Comité del Partido soviético en mayo de 1922 y los líderes eran los agentes del Comintern Andrei Kliușnikov (conocido como Nenin) y Nicolai Shishman (Afanasiev) junto con tres lugareños: Ivan Bejanovici (Kolțov), Ivan Dobrovolski (Gromov) y Iustin Batishcev (Almazov). Este comité no estaba subordinado al Partido Comunista Rumano , sino que estaba bajo el control directo de la Unión Soviética a través de un centro especial en Odessa. Todas las organizaciones comunistas en Besarabia fueron apoyadas financiera y materialmente por los soviéticos. Presuntamente actuando con instrucciones del Centro de Inteligencia en Odessa, los miembros organizaron comités revolucionarios en los tres condados del sur de Besarabia: Cahul, Izmaíl y Cetatea Albă.Las ciudades de Cahul e Izmaíl y 25 aldeas, todas ellas habitadas principalmente por rusos y ucranianos, estaban sujetas a estas acciones. En cada lugar, los comités formaron un destacamento militar especial compuesto por un mínimo de entre 20 y 30 hombres junto con un comandante.Las comunicaciones entre comités fueron mantenidas por mensajeros.
Antes y durante la Conferencia de Viena, un gran grupo de agentes soviéticos se infiltró en Besarabia meridional y junto con los agentes de los comités locales, hicieron propaganda a favor del plebiscito. Se trajeron armas de la Unión Soviética y los depósitos principales, situados en la casa de Ivan Robotă, en Cişmele, y en Nerușai. En total 1000 armas, 3000 granadas, 7 ametralladoras, 500 espadas, 2 cañones, un mortero.
Andrei Kliushnikov o Nenin comenzaron a organizar los comités locales alentando a los participantes a ser valientes y contar con el apoyo del ejército soviético una vez que comience la rebelión. Nicolai Shishman era un agente muy bien entrenado. Hablaba ruso, rumano y búlgaro, además de tener otras habilidades.Ofreciendo dinero, trató de ganar intelectuales y personalidades locales para la causa soviética, como fue el caso del senador Iacob Belaushenco.
El gobierno soviético evaluó en 1924 que se cumplían las condiciones que justificaran la intervención del ejército soviético contra Rumania. Se prepararon acciones similares para otros países desde el Mar Báltico hasta el Mar Negro.El 20 de julio de 1924, el Comintern emitió una nota a los comités centrales de los partidos comunistas en Polonia, Lituania,Estonia, Rumania, Checoslovaquia y Yugoslavia en la que se declaraba que <<el Proletariado ruso es amenazado con la guerra de Rumania. Sobre esta base el 8 de agosto, bajo la presidencia de Vasil Kolarov, secretario de la Federación de Repúblicas Balcánicas, se elaboró un plan de acción para Rumania que se implementará a mediados de septiembre.El Comintern aprobó el plan, que dividió a Rumania en cinco zonas de acción:

Osip Poliakov, pescador de Vylkove.En el Levantamiento se le designó el papel de Comandante.

- Zona Norte: en representación de Bukovina , tenía el centro de operaciones en Camenca. El objetivo principal de esta fuerza era destruir el puente ferroviario que conectaba Cernăuţi con Paşcani para aislar así a Bukovina del resto del país y continuar a Iaşi, donde se uniría con otros revolucionarios procedentes de Besarabia.

- Zona norte (Maramureş), Hungría oriental (Crişana) y Transilvania: solo se planificaron manifestaciones públicas de trabajadores y campesinos. Se designaron centros en Cluj , Dej y Oradea.

- Banat y el este de Hungría (Țara Zarandului ): las principales acciones fueron apoyadas por irredentistas húngaros.Los centros fueron Lugoj, Simeria y Caransebeş.

- Zona sudeste: el plan era destruir el puente cerca de Fetești que conectaba la provincia con Rumania. Las tropas terrestres de la Unión Soviética proporcionarían ayuda. La zona comprendía Dobrudja con los centros principales en Călăraşi, Silistra y Mânăstirea.

- Besarabia: tenía la zona de acción principal en el sur y avanzaría a Galaţi con la ayuda de un destacamento soviético que cruzaría la frontera en Olăneşti, Budaki y Tuzla. Esta fue la zona de acción principal. Se prepararon varios depósitos de municiones.

La Unión Soviética no participó de manera directa en los preparativos en los que se introdujeron de contrabando armas, municiones y explosivos a través de la frontera soviético-rumana. El plan contó con el apoyo de los campesinos que estaban descontentos con la política agrícola del gobierno rumano, más particularmente la reforma agraria de 1921. La situación de los campesinos se agravó debido a una sequía en el verano de 1924, que causó una hambruna en el sur de Besarabia.
El Comintern nombró como líderes principales  a Alexandru Bădulescu (conocido también como Moscovici Gelbert y Ghiță Moscú), Max Goldstein y Kalifarski (un activista ruso dl Comintern). Andrei Klyushnikov fue responsable de coordinar la acción, y el comandante militar en Besarabia fue Osip Poliakov, conocido como Platov.
La acción planificada en la Zona Norte tenía el propósito de inspirar otros levantamientos en Galitzia. La primera, segunda y tercera zona debían comenzar a actuar una semana después de los levantamientos en la cuarta y quinta zona. Aunque el plan era complejo, no se produjeron eventos significativos, excepto en Tatarbunar y el puerto danubiano de Chilia Nouă, donde el levantamiento fue silenciado rápidamente.

## La Revuelta
El primer incidente ocurrió el 11 de septiembre cuando un grupo de 30 individuos armados, que cruzaron el Dniéster en botes, atacó la aldea de Nicolăeni cerca de la frontera soviético-rumana y en la costa del Mar Negro. El ataque se inició a propuesta de Kolţov y fue dirigido por Iván Bejanovici. Los objetivos iniciales fueron Tuzla o Prymors'ke, pero no había gendarmes presentes en ese momento en Nicolăeni. Los rebeldes cortaron las líneas telefónicas y telegráficas, mataron al alcalde y a dos gendarmes, prendieron fuego a varios edificios, incluido el ayuntamiento, y difundieron manifiestos en los que alentaron a la población a rebelarse.Los atacantes aprovechando unas fiestas que había en la zona saquearon a los campesinos, transportando el botín en tres carros a las marismas cercanas del Mar Negro. La rápida intervención de la Gendarmería evitó más agitación.
Después de este incidente, varios líderes fueron arrestados y por lo que Nenin decidió acelerar las operaciones convocando la noche del 15 de septiembre una reunión en la casa de Chirilă Nazarenko en Tatarbunar. Los participantes fueron Iustin Batischcev, Nechita Lisovoi, Kolţov, Leonte Ţurcan y Alexei Pavlenco. Todos acordaron el plan, que comenzaría esa noche y algunos trajeron armas y municiones de Cişmele.
La revuelta se reanudó más fuertemente en Tatarbunar donde en la noche del 15 al 16 de septiembre, los rebeldes se apoderaron de la ciudad, cortando los cables telefónicos, instalando centinelas en todas las entradas y salidas de la ciudad, así como en las calles principales e izando banderas rojas. Un grupo dirigido por Grigori Cernenko atacó la gendarmería matando al comandante y a los dos soldados. Nenin dijo a las autoridades de la aldea (el alcalde, el recaudador de impuestos, el notario, el jefe de la oficina de correos y todos los funcionarios) que era una revolución, y Besarabia se proclamó "República Moldava Soviética". Los aldeanos fueron convocados a la sede del ayuntamiento, donde Nenin pronunció un discurso declarando que el poder soviético se había instalado en Besarabia y que la localidad ya no pertenecía a Rumania. Informó a los aldeanos que el Ejército Rojo se encontraba en Besarabia para expulsar a los ejércitos rumanos y les pidió que se armaran y lucharan contra las tropas rumanas.Para demostrar que apoyaba la rebelión, durante los días 15 a 17 de septiembre, la artillería soviética en Ovidiopol , en la orilla izquierda del Dniéster, realizó maniobras militares.
Esa noche, se formaron grupos de entre 20 y 30 personas que tomaron las aldeas de Cișmele, Achmanghit, Nerușai, Mihăileni y Galilești en el sur de Besarabia, intimidando al resto de la población.Los rebeldes crearon instituciones al modo soviético: comités revolucionarios, unidades de milicias populares y la Guardia Roja. El número de personas rebeldes ascendió a entre 4,000 y 6,000 personas. Los disturbios vinieron de los ucranianos, rusos, búlgaros y de la etnia de los gagaúzos. La rebelión no fue apoyada por los campesinos rumanos de Besarabia ni por los alemanes de Besarabia.

### Respuesta rumana
Para reprimir la rebelión, el gobierno rumano envió tropas de artillería del III Cuerpo del Ejército rumano y una unidad naval.Las primeras unidades militares de Cetatea Albă llegaron al área en la noche del 16 y lucharon contra los rebeldes en el puente entre Tatarbunar y Achmanghit, hiriendo de muerte a Iván Bejanovici. Mientras tanto, Nenin fue a los arsenales escondió las armas y municiones Andrei Stanţenco, uno de los líderes del levantamiento. El ejército rumano que venía del oeste ya se enfrentó en Cişmele.
Al amanecer del 17 de septiembre, Nenin se retiró a Tatarbunar, en donde los combates continuaron durante todo el día hasta que se retiraron a Nerușai, donde serían apoyados por Leonte Țurcan. En las primeras horas del 18 de septiembre, las tropas rumanas irrumpieron en Tatarbunar bombardeandola. Incapaz de mantener sus posiciones, Nenin ordenó la retirada a Galilești. Trató de llegar a la línea de playa del Mar Negro,un lugar llamado Volcioc, cerca de Prymors'ke, pero fueron interceptados por una patrulla fronteriza. La escaramuza duró hasta que los rebeldes se quedaron sin municiones y luego fueron capturados y desarmados. Un destacamento militar más grande capturó a los grupos restantes, capturando a 120 rebeldes.
Mientras tanto, los líderes de la revuelta, Nenin e Iustin Batischcev, huyeron en automóvil que luego abandonaron más allá de Galilești. Se escondieron en un campo de maíz, pero Batischcev dejó a Nenin mientras dormía, llevándose consigo 336.500 lei robados enTatarbunar. Más tarde fue atrapado por el ejército.Al despertar solo y no encontrar dinero, Nenin corrió hacia las marismas del Mar Negro, pero fue sorprendido por un gendarme que lo hirió de muerte.
La flota rumana del Danubio también participó en la represión de la rebelión cuando se reunió en Mahmudia con las tropas terrestres ya que como el sur de Besarabia estaba en peligro, las tropas terrestres pidieron ayuda al el almirante Gavrilescu Anastasie que traslado toda la flota del Danubio a Vâlcov capturando a muchos rebeldes, incluidas cantidades importantes de armas, municiones, ametralladoras, materiales explosivos, granadas, bombas y minas ferroviarias cerca de Periprava.
El 19 de septiembre, después de tres días de combates en los que murieron miles de rebeldes, según algunas fuentes más de 3.000 entre ellos Andrei Kliushnikov, Iván Bejanovici e Iván Dobrovolski, y 489 fueron arrestados (287 de ellos juzgados) la revuelta fue reprimida. Cuatro días e incluso otros conatos de octubre de la rebelión también fueron reprimidos.Nicolai Shishman logró esconderse y el 1 de marzo de 1925 cruzó el Dniestr hacia la Unión Soviética.

## Consecuencias

### El juicio de los 500
El juicio tuvo entre el 24 de agosto y el 2 de diciembre de 1925 en el Tribunal Militar del Tercer Cuerpo del Ejército. La mayoría de los 1600 arrestados iniciales fueron liberados, pero 489 de ellos serían procesados, de ahí el nombre que le puso la prensa de "El juicio de los 500". La defensa la realizaban por 8 abogados rumanos, incluidos Iacob Pistiner y Constantin Costa-Foru, quienes escribieron sobre los arrestados y criticaron a las autoridades rumanas. Las audiencias se realizaron con la ayuda de traductores pues los acusados no hablaban rumano. El expediente del gobierno presentado en el juicio contenía unas 70,000 páginas y el veredicto 180. Todo esto y el número inusual de personas procesadas hicieron que el juicio durara 103 días.
El 3 de diciembre de 1925, el Consejo de Guerra del Tercer Cuerpo del Ejército condenó a 85 personas de las que fueron juzgadas.Iustin Batishcev fue sentenciado a trabajos forzados de por vida, la pena más severa, Nichita Lisovoi y Leonte Ţurcan a 15 años de trabajos forzados, otros tres a 10 años y otros 20 a 5 años en prisión. El resto recibió condenas de 1 a 3 años de prisión. Además, cada uno de los 85 condenados debía pagar 1,000 lei que representaban cargos legales.

### Reacción de la prensa
El juicio atrajo a la propaganda soviética y a la atención internacional, con Romain Rolland, Maxim Gorky, Paul Langevin, Theodore Dreiser y Albert Einstein entre otros, hablando en nombre de los acusados, mientras que Henri Barbusse viajó a Rumania para presenciar el proceso.
En los periódicos nacionales, el tema se presentaba en dos formas diferentes,  si bien ambas eran críticas con el levantamiento, a excepción de la prensa comunista. La visión proliberal y progubernamental enfatizaba el peligro de la propagación del comunismo en el país y trataba el levantamiento como un ataque terrorista y de bandido. Los periódicos de oposición criticaron fuertemente a las autoridades por la respuesta desproporcionada al levantamiento y también acusaron al gobierno liberal de Ion Brătianu de exagerar intencionalmente el miedo comunista para extender la ley marcial a todo el país transformándolo en un estado feudal. Las autoridades admitieron la respuesta desproporcionada, pero fue demasiado tarde y Rumania se hizo conocida internacionalmente como una "prisión para minorías".
Constantin Costa-Foru escribió varios artículos en referencia a la rebelión y afirmó que no se trató de un levantamiento ni de una incursión armada bolchevique, sino de un desastre que se originó debido a la administración severa e incompetente y dijo que todos los que cayeron en desgracia fueron considerados bolcheviques. El militante comunista francés Henri Barbusse asistió al juicio y escribió su famoso libro Hangman que causó serios problemas de imagen internacional a Rumania.

## Citas
1. ↑  Frunză, pág. 70; Otu, pág. 39
2. ↑  Clark, Charles Upson (1927). "El episodio tártaro-bunar" Besarabia, Rusia y Rumania en el Mar Negro . Nueva York: Dodd, Mead & Company.
3. ↑  Michael Bruchis, Naciones, nacionalidades y pueblos: un estudio de la política de nacionalidades del Partido Comunista en la Moldavia soviética , East European Monographs, 1984, pág. 147
4. ↑  Meurs, pág. 77
5. ↑  Giuseppe Motta, Un rapporto difficile: Rumania e Stati Uniti nel periodo interbellico , FrancoAngeli, Milán, 2006, pág. 55
6. ↑  Frunză, p.71; Ripa; Troncota, p.19
7. ↑  Michael Bruchis, La República de Moldavia: del colapso del imperio soviético a la restauración del imperio ruso , East European Monographs, 1996, pág. 21
8. ↑  Charles King, The Moldovans. Hoover Press, 2000. p. 52
9. ↑  Marcel Mitrasca, Moldavia: una provincia rumana bajo el dominio ruso, p. 38